# Pedro Aranda (obispo)
Pedro Aranda (m. Roma, 8 de agosto de 1500) fue un eclesiástico castellano que ostentó el cargo de obispo de Calahorra.

## Biografía
En 1478 fue nombrado obispo de Calahorra, y hacia 1482 pudo presidir el consejo de Castilla.
Su padre, Gonzalo Alonso, fue uno de los judíos que se convirtieron al cristianismo en la época de Vicente Ferrer, durante los primeros años del siglo XV. Hacia 1490, el inquisidor general Tomás de Torquemada presentó contra Pedro la acusación de que su padre había muerto marrano, que era el término que se usaba para los judeoconversos que siguieron practicando el judaísmo de manera clandestina. Una acusación similar se hizo al mismo tiempo contra el obispo Juan Arias Dávila. En 1493, Pedro Aranda acudió a Roma para recurrir la sentencia ante el papa Alejandro VI, consiguiendo finalmente la absolución de su padre. Inicialmente se ganó el favor del papa, el cual le nombró mayordomo mayor de la casa pontificia en 1494. No obstante, debido a su riqueza pronto fue víctima de la codicia del papa. Se presentó un proceso criminal de fe contra él, del que fueron jueces el arzobispo gobernador de Roma y dos obispos auditores de causas del sacro palacio. En 1498, Alejandro VI, de acuerdo con los cardenales, lo condenó con la privación de todas las dignidades y beneficios, lo degradó y redujo al estado laical, y lo mandó recluir en el castillo de Sant'Angelo, donde falleció dos años después.